# Draudtia begallo
Draudtia begallo är en fjärilsart som beskrevs av Barnes 1905. Draudtia begallo ingår i släktet Draudtia och familjen nattflyn. Inga underarter finns listade i Catalogue of Life.